# Guts Muths
Johann Christoph Friedrich Guts Muths (Quedlimburgo, 9 de agosto de 1759 - Waltershausen, 21 de maio de 1839) foi um professor e educador alemão.
Guts é conhecido como aquele que desenvolveu as regras para as práticas da educação física, introduzindo um sistema de exercícios nas grades escolares, com os princípios básicos da ginástica artística.
Em 1793, Muths publicou Gymnastik für die Jugend, o primeiro livro escrito sistematizado da ginástica. Sete anos mais tarde, seu livro fora traduzido para a língua inglesa e publicado, na Inglaterra - onde tornou-se referência no meio -, sob o título de Gymnastics for youth: or A practical guide to healthful and amusing exercises for the use of schools.
"A mais alta cultura intelectual, sem educação corporal, não produz mais que uma personalidade incompleta".